# Oliva (fiume)
Il fiume Oliva (Jumu d'Oliva in dialetto amanteano) è una fiumara del versante tirrenico meridionale, all'interno del comune di Amantea in provincia di Cosenza che dà il nome a tutta la valle su cui scorre (vallata dell'Olivo). Venuto alla cronaca per i fatti di supposto inquinamento ambientale e della "Jolly Rosso", nave arenatasi il 14/12/1990 sulla spiaggia di Coreca

## Il corso del fiume
Il bacino del fiume è situato sul versante tirrenico della Catena Costiera e tocca i comuni montani di Malito, Lago, Grimaldi, Aiello Calabro e San Pietro in Amantea, la zona più pianeggiante si colloca interamente nel territorio di Amantea.
Il suo sviluppo generale è lungo la direzione nordest-sudovest ed è limitato a nord del Monte Scudiero (1295 mt.), dal Monte Mondia (644 mt.) e dal Monte Pellegrino (644 mt.); a sud da Monte Santa Lucerna (1256 mt.), dal Monte Faeto (1103 mt.) e dal Monte Sant'Angelo (778 mt.) e dal Cozzo Carmineantonio.
Il bacino termina il suo sviluppo più pianeggiante del territorio di Campora San Giovanni. Analizzando il corso del fiume si nota una fitta rete di corsi d'acqua che confluiscono nel letto principale: tre a destra e sei a sinistra, nonché tributari minori, formando, così, un sistema idrografico di tipo dendritico.